# قبار بنمي
قبار بنمي (الاسم العلمي:Capparis panamensis) هو نوع من النباتات يتبع جنس القبار من الفصيلة القبارية.